# 特別捜査部

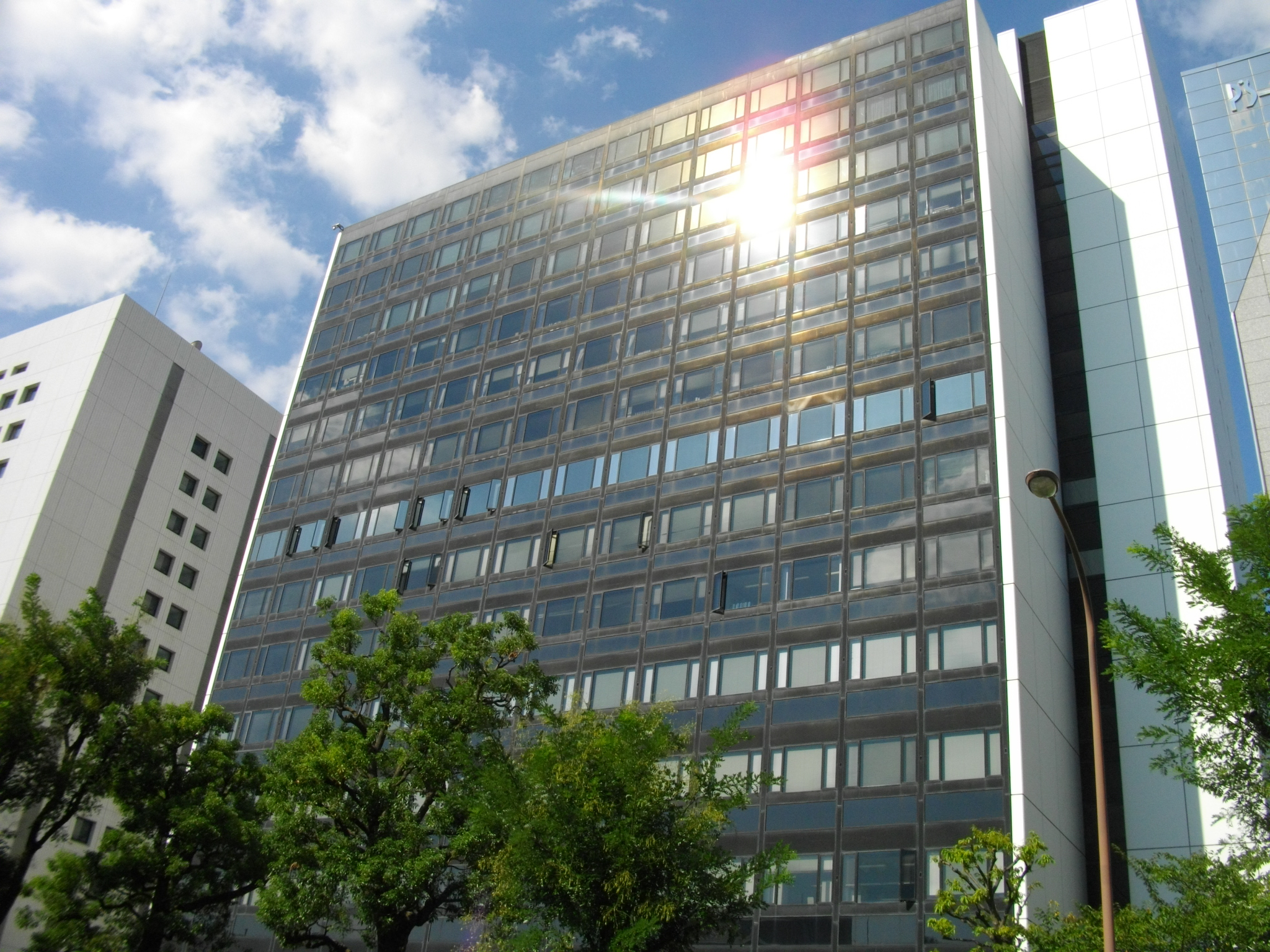
東京地方検察庁特別捜査部が設置されている
東京地方検察庁九段庁舎 (九段合同庁舎)

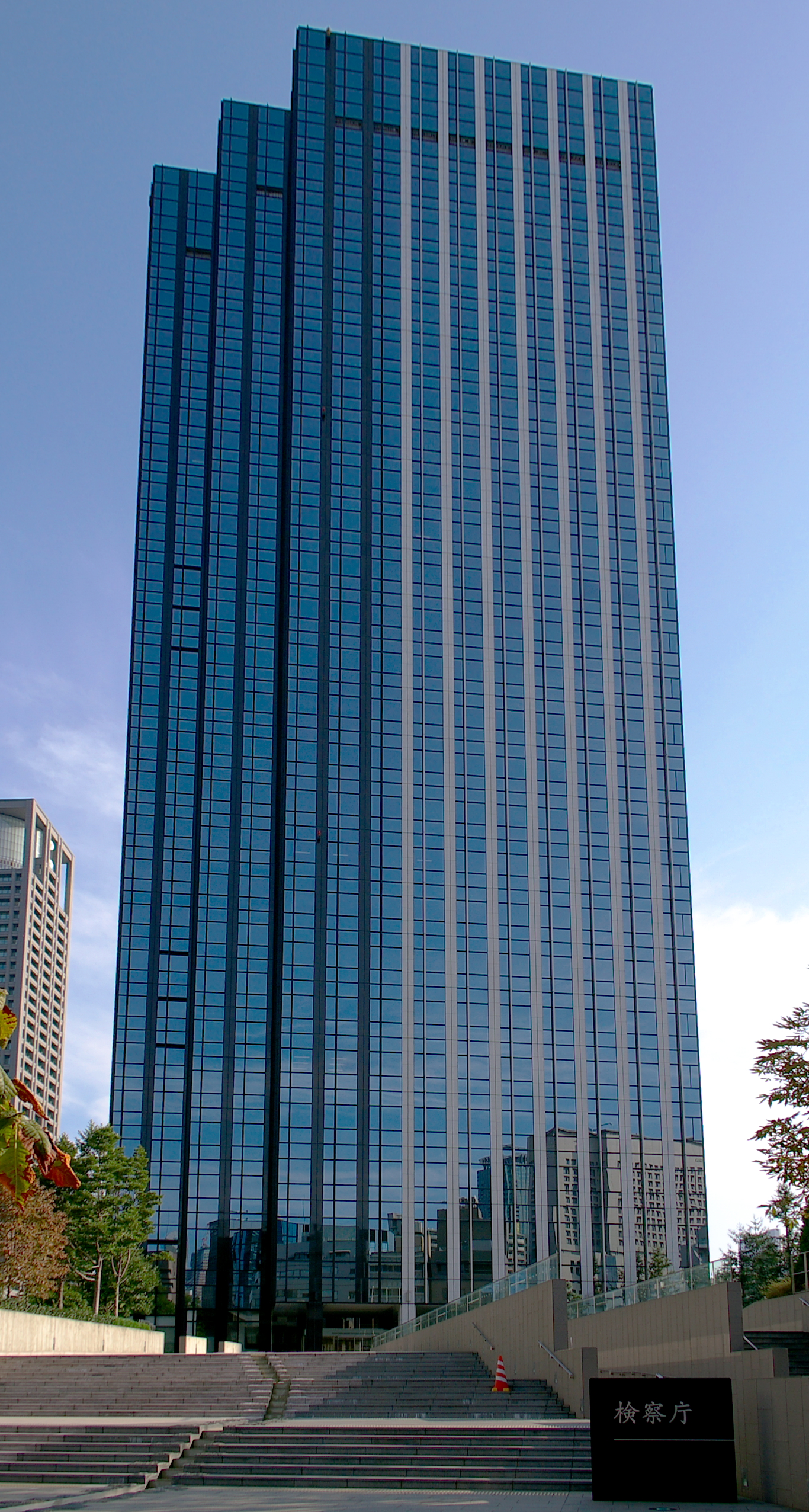
大阪地方検察庁特別捜査部が
設置されている
大阪中之島合同庁舎

特別捜査部（とくべつそうさぶ）とは、日本の検察庁の一部門。東京・大阪・名古屋の各地方検察庁に設置されている。特捜部・特捜と略されることが多い。

## 概説
隠退蔵物資事件を契機にGHQ主導で設立された「隠匿退蔵物資事件捜査部」が前身。
独自の捜査権限を有している検察庁の中でも、大規模事件など、集中的に捜査を行う必要がある案件に取り組む機関として存在している。検事（副検事）のほかに検察事務官により構成されている。
政治家汚職、大型脱税、経済事件を独自に捜査する。一般的な刑事事件は警察による捜査が行われるが、この類の事件では最初から特捜部が捜査する場合が多い。ただし、大型脱税のうち暴力団による所得税法違反については、警察が捜査を開始する場合もある。また、独占禁止法違反については、公正取引委員会に専属告発権限がある。
特捜部長は他の部長よりもランクが上で、地方検察庁ではナンバー1の検事正、ナンバー2の次席検事に次ぐ三席的存在とされる。
1947年に発生した旧日本軍と政界、財界の汚職事件を契機に東京地検特捜部が「隠退蔵事件捜査部」として発足したのが最初。1949年に改称。1957年に大阪地検特捜部が発足し、東京・大阪の2特捜部態勢が続いていたが、1996年に名古屋地方検察庁にも特捜部が置かれ全国で3特捜部の態勢となっている。また汚職の摘発については、入札談合等関与行為防止法（2002年）や不正競争防止法（2004年改正）、公益通報者保護法（2006年）、一般社団法人及び一般財団法人に関する法律（2008年）などの法制も整備されてきている。
なお、3地検以外の一部の地方検察庁には、特捜部と公安部の機能を兼ねた特別刑事部（特刑部）が、旧公安部を改編して設置されている。特刑部は公安検察のテリトリーとなっている。

## 歴史
- 1947年（昭和22年）- 隠退蔵物資事件を契機に、東京地方検察庁で特捜部の前身「隠匿退蔵物資事件捜査部」、通称「隠退蔵事件捜査部」が発足。
- 1949年（昭和24年）- 隠匿退事件捜査部、特別捜査部に改称。
- 1957年（昭和32年）- 大阪地方検察庁に特別捜査部が発足。
- 1996年（平成 8年）- 名古屋地方検察庁に特別捜査部が発足。

## 東京地方検察庁特別捜査部
通称「東京地検特捜部」。
かつては中央合同庁舎第6号館A棟（東京高等検察庁、最高検察庁も入居しているので、B棟と共に通称「検察合同庁舎」と呼ばれる）に入居していたが、現在は千代田区九段南の九段合同庁舎内にある東京地方検察庁九段庁舎に移転している。
東京地検特捜部は政治家汚職、脱税、経済事件などを独自に捜査し、大物政治家の立件・有罪などの結果を出していることから、「日本最強の捜査機関」とも呼ばれている。以前は中央合同庁舎6号館A棟の8階にあったことから「8階が動いていると言われると永田町に戦慄が走る」と評された。政治家の案件ではロッキード事件以降の捜査で完全無罪確定判決が出たことがない（一審無罪でも、控訴審有罪・上告棄却）ため、「不敗神話」といわれることがある。
一方、東京地検特捜部に批判的な立場からは、東京地検特捜部が連合国軍による占領下で、旧日本軍が貯蔵していた隠退蔵物資を摘発してGHQの管理下に置くことを目的に設置された「隠匿退蔵物資事件捜査部」としてスタートした経緯や特捜部エリートに駐米大使館の一等書記官経験者が多いことから、「アメリカの影響を受けている」とする見方がある。また、捜査対象が歴史的に木曜クラブの流れを汲む平成研究会系列（田中派 - 竹下【登】派 - 小渕派 - 橋本派 - 津島派 - 額賀派 - 竹下【亘】派 - 茂木派）の政治家に集中する一方で、党風刷新連盟を興りとする清和政策研究会系列（福田派 - 安倍【晋太郎】派 - 森派 - 町村派 - 細田派 - 安倍【晋三】派）の政治家は多くが免れていることから、「捜査対象が偏っているのではないか?」という主張がある。
警視庁捜査二課とは捜査について協力関係と競争関係双方の面があるとされ、1996年に起きた特別養護老人ホーム汚職事件で、現職の厚生事務次官を逮捕したのは警視庁捜査二課だった。

### 体制
総勢 検事40人・副検事2人・検察事務官90人
- 特別捜査部長（部長・検察官）
  - 特殊第1班・特殊第2班（責任者は検察官たる班担当副部長）
  - 財政経済班（責任者は検察官たる班担当副部長）
  - 直告班（責任者は検察官たる班担当副部長）
  - 事務担当（責任者は検察事務官たる統括捜査官）
  - 機動捜査担当（責任者は検察事務官たる統括捜査官）

### 歴代特捜部長
| 代                 | 氏名               | 在任期間                                           | 主な手掛けた事件 | 出身校             | 主な後職 |
| 隠退蔵事件捜査部長 | 隠退蔵事件捜査部長 | 隠退蔵事件捜査部長                                 | 隠退蔵事件捜査部長 | 隠退蔵事件捜査部長 | 隠退蔵事件捜査部長 |
| ------------------ | ------------------ | -------------------------------------------------- | --- | ------------------ | --- |
| 1                  | 田中萬一           | 1947年11月 - 1948年1月 （部長心得。 渉外部長兼任） | | 中央大学           | 東京地方検察庁次席検事、 横浜地方検察庁検事正、 最高検察庁刑事部長                                                                       |
| 2                  | 山内繁雄           | 1948年1月 - 1948年7月                              | 昭和電工事件 | 東京帝国大学       | 最高検察庁検事 |
| 3                  | 福島幸夫           | 1948年7月 - 1949年5月                              | |                    | （後掲） |
| 特別捜査部長       |                    |                                                    | |                    | |
| 1                  | 福島幸夫           | 1949年5月 - 1950年1月                              | 炭鉱国管疑獄 | （前掲）           | 公安調査庁調査第二部長、 最高検察庁検事                                                                                                  |
| 2                  | 岡嵜格             | 1950年1月 - 1953年11月                             | 二重煙突事件 | 京都帝国大学       | 大阪高等検察庁検事長 |
| 3                  | 山本清二郎         | 1953年11月 - 1955年10月                            | 造船疑獄及び造船疑獄指揮権発動、保全経済会事件、陸運汚職事件 | 中央大学           | 東京地方検察庁次席検事、 次長検事、 大阪高等検察庁検事長、 中央大学理事長                                                                |
| 4                  | 天野武一           | 1955年10月 - 1958年12月27日                        | 売春汚職事件、千葉銀行レインボー事件 | 東京帝国大学       | 大阪地方検察庁検事正、 次長検事、 大阪高等検察庁検事長、 最高裁判所判事                                                                  |
| 5                  | 布施健             | 1958年12月27日 - 1961年7月15日                     | 相場師鈴木一弘による計21の企業への恐喝事件（1960年12月） | 東京帝国大学       | 東京地方検察庁検事正、 東京高等検察庁検事長、 検事総長                                                                                   |
| 6                  | 河井信太郎         | 1961年7月15日 - 1965年9月13日                      | 武州鉄道汚職事件、吹原産業事件、東京都議会黒い霧事件 | 中央大学           | 東京地方検察庁次席検事、 大阪高等検察庁検事長                                                                                            |
| 7                  | 大江兵馬           | 1965年10月1日 - 1967年4月15日                      | 田中彰治事件、共和精糖事件 | 京都帝国大学       | 横浜地方検察庁検事正 |
| 8                  | 木村喬行           | 1967年4月15日 - 1970年3月27日                      | 日通事件 | 東京帝国大学       | 仙台高等検察庁検事長 |
| 9                  | 山根治             | 1970年3月27日 - 1971年4月6日                       | |                    | 最高検察庁公安部長 |
| 10                 | 田村秀策           | 1971年4月6日 - 1972年6月29日                       | 西山事件 | 中央大学           | 大阪高等検察庁検事長 |
| 11                 | 大堀誠一           | 1972年6月29日 - 1975年1月25日                      | 協同飼料事件、石油ヤミカルテル事件 | 東北帝国大学工学部 | 次長検事、 東京高等検察庁検事長、 最高裁判所判事                                                                                         |
| 12                 | 川島興             | 1975年1月25日 - 1978年4月1日                       | 博報堂前社長ら逮捕（商法上の特別背任罪違反事件）、ロッキード事件 | 中央大学           | 東京地検検事正、 大阪高等検察庁検事長 |
| 13                 | 吉永祐介           | 1978年4月1日 - 1980年6月2日                        | ダグラス・グラマン事件、KDD事件 | 岡山大学           | 東京地方検察庁検事正、 大阪高等検察庁検事長、 東京高等検察庁検事長、 検事総長                                                            |
| 14                 | 岡村泰孝           | 1980年6月2日 - 1981年12月1日                       | 誠備グループ脱税事件、梓ゴルフ場事件 | 京都大学           | 法務事務次官、 次長検事、 東京高等検察庁検事長、 検事総長                                                                                |
| 15                 | 藤永幸治           | 1981年12月1日 - 1983年1月12日                      | 芸大事件、三越事件 | 京都大学           | 次長検事、 東京高等検察庁検事長 |
| 16                 | 河上和雄           | 1983年1月12日 - 1984年11月20日                     | 新潟鉄工所ソフトウェア等横領事件、新薬スパイ事件 | 東京大学           | 法務省矯正局長、 最高検察庁公判部長 |
| 17                 | 山口悠介           | 1984年11月20日 - 1987年2月1日                      | リッカー事件、撚糸工連事件、平和相互銀行事件、日本共産党幹部宅盗聴事件 | 東京大学           | 前橋地方検察庁検事正、 最高検察庁総務部長、 最高検察庁刑事部長、 札幌高等検察庁検事長                                                    |
| 18                 | 増井清彦           | 1987年2月1日 - 1987年8月17日 （次席検事兼務）      | | 京都大学           | 東京地検検事正、 大阪高等検察庁検事長 |
| 19                 | 松田昇             | 1987年8月17日 - 1989年9月4日                       | 総理府汚職事件、明電工事件、リクルート事件 | 中央大学           | 法務省矯正局長、 最高検察庁刑事部長、 預金保険機構理事長、 巨人軍球団オーナー代行                                                        |
| 20                 | 石川達紘           | 1989年9月4日 - 1991年1月21日                       | 光進事件 | 中央大学           | 東京地方検察庁検事正、 名古屋高等検察庁検事長                                                                                            |
| 21                 | 五十嵐紀男         | 1991年1月21日 - 1993年7月2日                       | 共和汚職事件、東京佐川急便事件・金丸事件・ゼネコン汚職事件 | 北海道大学         | 千葉地方検察庁検事正、 横浜地方検察庁検事正                                                                                              |
| 22                 | 宗像紀夫           | 1993年7月2日 - 1995年7月31日                       | ゼネコン汚職事件にかかわる中村喜四郎元・建設相逮捕、二信組事件、『噂の真相』をめぐる名誉棄損事件 | 中央大学           | 名古屋高等検察庁検事長、 第2次安倍内閣内閣官房参与                                                                                       |
| 23                 | 上田廣一           | 1995年7月31日 - 1996年12月3日                      | 泉井事件、住友商事銅取引巨額損失事件、薬害エイズ事件、コスモ信組事件 | 明治大学           | 東京地方検察庁検事正、 次長検事、 東京高等検察庁検事長                                                                                   |
| 24                 | 熊﨑勝彦           | 1996年12月3日 - 1998年6月10日                      | 小池隆一事件、山一證券粉飾決算事件、大蔵省接待汚職事件、新井将敬事件、防衛庁調達実施本部背任事件 | 明治大学           | 最高検察庁公安部長、 日本野球機構コミッショナー                                                                                          |
| 26                 | 中井憲治           | 1998年6月10日 - 1999年9月20日                      | 中島洋次郎事件、長銀事件、日債銀事件 | 東京大学           | 法務省矯正局長、 広島地方検察庁検事正、 法務総合研究所長                                                                                 |
| 27                 | 笠間治雄           | 1999年9月20日 - 2001年6月29日                      | 山本譲司衆院議員逮捕（秘書給与詐取事件）、東京信用保証協会事件、 KSD事件、石橋産業事件、若築建設事件、大正生命保険特別背任事件 | 中央大学           | 甲府地方検察庁検事正、 東京地方検察庁次席検事、 東京高等検察庁次席検事、 最高検察庁刑事部長、 次長検事、 東京高等検察庁検事長、 検事総長 |
| 28                 | 伊藤鉄男           | 2001年6月29日 - 2002年10月7日                      | 野村沙知代脱税事件、帝京大学医学部裏口入学事件、加藤紘一元秘書脱税事件、 鈴木宗男事件、全日本自治団体労働組合裏金事件、ぎょうせい脱税事件 | 中央大学           | 甲府地方検察庁検事正、 東京地方検察庁次席検事、 東京高等検察庁次席検事、 東京地方検察庁検事正、 高松高等検察庁検事長、 次長検事          |
| 29                 | 岩村修二           | 2002年10月7日 - 2003年12月5日                      | 業際研事件・坂井隆憲衆院議員逮捕（秘書給与詐取及び政治資金規正法違反事件）、 ダスキン特別背任事件、土屋義彦政治資金規正法違反事件、ケイ・ワン脱税事件 | 中央大学           | 東京地方検察庁検事正、 仙台高等検察庁検事長、 名古屋高等検察庁検事長                                                                     |
| 30                 | 井内顯策           | 2003年12月5日 - 2005年4月8日                       | キャッツ粉飾決済事件、日歯連事件・日歯連闇献金事件、UFJ銀行検査妨害事件、 堤義明証券取引法違反（有価証券報告書の虚偽記載、インサイダー取引）事件 | 中央大学           | 最高検察庁刑事部長、 横浜地方検察庁検事正、 日本公証人連合会理事長                                                                       |
| 31                 | 大鶴基成           | 2005年4月8日 - 2007年1月16日                       | 橋梁談合事件、ライブドア事件、村上ファンド事件、カネボウ粉飾決算事件、 防衛施設庁談合事件、成田空港談合事件、福島県知事汚職事件 | 東京大学           | 函館地方検察庁検事正、 最高検察庁検事、 東京地方検察庁次席検事、 最高検察庁公判部長                                                      |
| 32                 | 八木宏幸           | 2007年1月16日 - 2008年7月14日                      | 緑資源機構談合事件、朝鮮総連本部登記移転・仮装売買事件、山田洋行事件、PCI事件 | 中央大学           | 東京地方検察庁検事正、 次長検事、 東京高等検察庁検事長                                                                                   |
| 33                 | 佐久間達哉         | 2008年7月14日 - 2010年7月5日                       | 早稲田大学投資サークル詐欺事件、大光事件、ペイントハウス事件、 ローソンエンターメディア特別背任事件、西松建設事件・陸山会事件、鳩山由紀夫偽装献金事件 | 東京大学           | 法務総合研究所国連研修協力部長、 前橋地方検察庁検事正、 千葉地方検察庁検事正、 法務総合研究所長                                          |
| 34                 | 堺徹               | 2010年7月5日 - 2012年7月12日                       | 大王製紙事件、オリンパス事件、経済産業省審議官インサイダー取引事件、ベアリングカルテル事件、 日本中油架空増資事件、クレディ・スイス証券集団申告漏れ事件 | 東京大学           | 東京高検次席検事、 東京地方検察庁検事正、 仙台高等検察庁検事長、 次長検事、 最高裁判所判事                                               |
| 35                 | 中原亮一           | 2012年7月12日 - 2013年7月5日                       | 川本源司郎脱税事件、UH-X談合事件、辻本豪三汚職事件、ほけんの窓口グループ社長脱税事件 | 慶應義塾大学       | 東京地方検察庁次席検事、 最高検察庁公安部長、 横浜地方検察庁検事正、 証券取引等監視委員会委員長                                          |
| 36                 | 山上秀明           | 2013年7月5日 - 2015年1月23日                       | 徳洲会事件、早稲田大学投資サークルOB相場操縦事件、秋山昌範研究費詐取事件、 小渕優子政治資金規正法違反事件、北陸新幹線談合事件、インデックス事件、ディオバン事件、日本交通技術ODA汚職事件 | 中央大学           | 東京地方検察庁次席検事、 東京高等検察庁次席検事、 最高検察庁公安部長、 東京地方検察庁検事正、 高松高等検察庁検事長、 次長検事            |
| 37                 | 齋藤隆博           | 2015年1月23日 - 2016年8月5日                       | 日歯連迂回献金事件、青柳幸一明治大学教授司法試験回答漏洩事件、 加藤暠誠備グループ元代表ら3人金融商品取引法違反 （相場操縦など）事件、 ウィッツ青山学園高等学校就学支援金詐取事件、高速道路震災復旧工事を巡る談合、東京都知事選運動員買収事件、 花蜜伸行出前館創業者金融商品取引法違反（相場操縦）事件、山川義介金融商品取引法違反（インサイダー取引）事件 | 中央大学           | 徳島地方検察庁検事正、 東京地方検察庁次席検事、 最高検察庁刑事部長、 横浜地方検察庁検事正、 次長検事                                     |
| 38                 | 吉田安志           | 2016年8月5日 - 2017年9月11日                       | 日本スマートハウジング詐欺・脱税事件 | 中央大学           | 新潟地方検察庁検事正、 最高検察庁監察指導部長、 名古屋地方検察庁検事正、 さいたま地方検察庁検事正、 公正取引委員会委員                   |
| 39                 | 森本宏             | 2017年9月11日 - 2020年7月31日                      | 安藤ハザマ除染費用詐取事件、PEZY助成金詐取事件、中央新幹線談合事件、文部科学省汚職事件、神戸製鋼所データ改竄事件、 カルロス・ゴーン事件、三崎優太脱税事件、IR汚職事件・証人買収事件、河井夫妻選挙違反事件 | 名古屋大学         | 津地方検察庁検事正、 東京地方検察庁次席検事、 最高検察庁刑事部長、 法務省刑事局長、 法務事務次官                                         |
| 40                 | 新河隆志           | 2020年7月31日 - 2022年1月17日                      | 桜を見る会問題、大原孝治金融商品取引法違反（取引推奨）事件、鶏卵汚職事件、カルロス・ゴーンの国外逃亡、 黒川弘務前東京高検検事長賭博事件、菅原一秀前経産大臣公職選挙法違反事件、日本大学背任事件、 遠山清彦貸金業法違反（無登録）事件 | 早稲田大学         | 大分地方検察庁検事正、 最高検察庁検事、 東京地方検察庁次席検事                                                                           |
| 41                 | 市川宏             | 2022年1月17日 - 2023年4月10日                      | SMBC日興証券相場操縦事件、五輪組織委員会汚職事件、スクウェア・エニックス元従業員インサイダー取引事件、 薗浦健太郎政治資金規正法違反事件、五輪大会談合事件、トライベイキャピタル事件 | 早稲田大学         | 甲府地方検察庁検事正、 東京地方検察庁次席検事                                                                                            |
| 42                 | 伊藤文規           | 2023年4月10日 -                                    | アイ・アールジャパン副社長金融商品取引法違反（取引推奨）事件、日本風力開発事件、 柿沢未途江東区長選挙公職選挙法違反事件、政治資金パーティー収入の裏金問題、広瀬めぐみ秘書給与詐取事件 金融庁出向中の裁判官によるインサイダー取引事件 | 名古屋大学         | |

### 不祥事

#### 参考人への暴行
ゼネコン汚職事件で静岡地検浜松支部から応援で駆けつけた検事が1993年10月に参考人として事情聴取していた元宮城県幹部や贈賄企業幹部に対して暴行を加えてけがを負わせる事件が発生した。検事は特別公務員暴行凌虐致傷罪で立件され1994年6月に懲役2年執行猶予4年の判決を受けた。

#### 捜査報告書の虚偽記載
陸山会事件の捜査報告書の虚偽記載に関し、2012年6月27日元東京地検特捜部検事田代政弘が減給6ヶ月、100分の20、元東京地検庁検事正岩村修二が厳重注意、元東京地検特捜部長佐久間達哉が戒告の懲戒処分を受け、田代は検察官を辞職した。

#### 弁護士の接見妨害
2019年11月に業務上横領容疑で捜査対象の男性を任意で取り調べた際、男性の妻から弁護依頼を受けた弁護士が東京地検を訪問。被告に面会する意思があるか確認するよう求めても、検事は適切ではないなどと否定的な姿勢を示し、計約2時間にわたり接触を認めなかった。その間に男性は自白調書に署名、押印したという。弁護士は、検事から接見を妨害されたとして、国に200万円の賠償を求め提訴し、2020年11月13日、東京地方裁判所は「弁護権を違法に侵害された」と認め、国に10万円の慰謝料を支払うよう命じた。

#### 捜査関係書類の変造
2021年7月と8月に東京地検特捜部でおきたボヤ騒ぎ調査の過程で、現場で焼け残った捜査関係書類の一部に変造された痕跡が確認された。書類は特捜部が民間企業に捜査照会した回答書の写しで、本来は照会先が押すはずの印影をコピーして貼り付けるなどして変造されていた。特捜部に所属する複数の職員から聞き取りを行うなどして経緯を調査し、担当の検察事務官が書類を変造したことを認めたため、厳重注意処分を受けた。

## 大阪地方検察庁特別捜査部
通称、「大阪地検特捜部」。1957年4月創設。
法務・検察の中で重要な一角を占める「関西検察」において実働捜査を担当し、関西地方を中心に活動をし、政官財の絡む大型事件を次々と摘発している。
東京地検特捜部を含めた検察庁全体で、マスメディアへの情報漏洩を警戒して、一部幹部を除いて検察官や事務官が、記者への接触制限による締め付けを厳しくするあまりに、独自情報を入手してくる検察官や事務官が少なくなっている中で、他の検察と比較して、記者への接触制限が緩い大阪地検特捜部では、幹部ではない検察官や事務官が、様々なネットワークを駆使して、独自情報を入手しているとされる。

### 体制
- 総勢54人 部長、副部長以下検事13人・副検事3人・事務官38人

### 主な事件
- 大阪事件 （1957年7月)
- 岸本義広選挙違反事件（1961年）
- 山陽特殊製鋼倒産事件（1965年）
- 大阪タクシー汚職事件 （1967年11月）
- 大阪府警賭博ゲーム機汚職事件（1982年11月）
- 阪大ワープロ汚職事件（1984年7月）
- 東京パブコ脱税事件（1986年）
- 砂利船汚職事件（1988年1月）
- イトマン事件（1991年7月）
- 尾上縫事件（1991年8月）
- 横山ノック元大阪府知事による強制猥褻事件（1999年12月）
- 三井環事件（2002年4月）
- ハンナン事件（2004年4月）
- 西村眞悟弁護士法違反事件（2005年11月）
- 大阪府同和建設協会談合事件（2006年1月）
- トモエグループ会長脱税事件（2006年3月）
- 和歌山県談合事件（2006年11月）
- 生駒市公園用地汚職事件（2007年4月）
- 枚方市第二清掃工場建設工事を巡る官製談合（2007年5月）
- 西田晴夫金融商品取引法違反 (相場操縦) 事件（2007年10月）
- アイ・エックス・アイ粉飾決算事件（2008年5月）
- 著作権譲渡詐欺罪による小室哲哉逮捕（2008年11月）
- エネサーブ元取締役による金融商品取引法違反（インサイダー取引）事件（2009年1月）
- 障害者郵便制度悪用事件におけるベスト電器および博報堂等に対する強制捜査（2009年4月）、厚生労働省局長村木厚子等の逮捕（2009年6月）
- 全国精神障害者社会復帰施設協会補助金流用事件（2009年10月）
- 梁山泊事件（2010年2月）
- 奈良市議会議長選を巡る贈賄申込事件（2012年1月）
- 樟蔭東学園理事らによる背任事件（2013年3月）
- ナイスアシスト事件（2013年10月）
- 国循官製談合事件（2014年11月）、徳島大学病院医療情報システム汚職事件（2014年12月）
- 社会福祉法人に対する寄付を装う偽造遺言書による相続税脱税事件（2015年11月）
- 黄檗宗安城寺背任事件（2016年12月）
- 東洋ゴム免震偽装事件（2017年7月）
- 森友学園問題（2017年7月）
- 梅旧院光明殿脱税事件（2017年10月）
- 大阪市建設局談合事件（2019年3月）
- 竹山修身堺市長政治資金規正法違反事件（2019年11月）
- 明浄学院事件（2019年12月）
- 香芝市ごみ焼却施設修繕を巡る汚職事件（2021年10月）
- アサヒ衛陶社長インサイダー取引事件（2022年1月）
- 御所市火葬場建設を巡る汚職事件（2022年9月）
- 森宏範三郷町長らによる官製談合事件（2023年12月）

### 不祥事
2010年9月10日、障害者郵便制度悪用事件で村木厚子に無罪の判決が言い渡された後、同月21日、同事件担当の主任検事前田恒彦が、証拠物件であるフロッピーディスクの内容改竄を行ったとして、証拠隠滅容疑で最高検察庁により逮捕された。その後も、大阪地検及び同特捜部の組織的関与の可能性も視野に入れた形での捜査が最高検により継続されている。10月1日には当時の部長大坪弘道・副部長佐賀元明も犯人隠避容疑で逮捕された。さらに、11月1日、市民団体「健全な法治国家のために声をあげる市民の会」が前田を特別公務員職権乱用罪で刑事告発。11月3日付で受理される。

2024年8月8日、大阪高等裁判所は東京高等検察庁検事の田渕大輔が大阪地方検察庁特別捜査部在籍中の2019年12月に特別公務員暴行陵虐罪を犯したとして審判に付す決定を行った。

## 名古屋地方検察庁特別捜査部
通称、「名古屋地検特捜部」。1996年創設。名古屋では「名地検特捜部」（めいちけんとくそうぶ）とも呼ばれる。

### 主な事件
- 新間正次経歴詐称事件（1993年8月）
- 大谷忠雄衆議院議員起訴（所得税法、政治資金規正法違反事件、1994年2月）
- 近藤豊衆議院議員起訴（所得税法、政治資金規正法違反事件、1994年12月）
- 高橋アキラ豊橋市長汚職事件（1996年）
- 北國銀行背任事件（1997年10月）
- プロ野球脱税事件（1998年11月）
- 大塚製薬新薬開発汚職事件（1998年11月）
- 名古屋刑務所事件（2003年3月）
- 名古屋市道路清掃入札を巡る官製談合（2003年10月）
- 名古屋市営地下鉄桜通線延長工事を巡る談合（2007年1月）
- 丸八証券元会長ら3人金融商品取引法違反（相場操縦）事件（2008年2月）
- 中村晃毅西尾市長収賄事件（2009年2月）
- 興正寺不正資金流出疑惑（2017年9月）
- 競艇八百長事件（2020年1月）

## 捜査への論評

### 活動に対する批判
特別捜査部は汚職を取り締まるために時の政権の意向に左右されやすいと言われている。また、有罪にするために強引な捜査手法が目立つとの批判もある。
最近では、特捜部の捜査手法が公安警察のように、社会の秩序安定を目的に一罰百戒を狙って逮捕することに重きを置くようになった（特捜部の公安化）という指摘がある。かつての特捜部は被疑者が反論できないくらい証拠を固めていて、強制捜査は事件の開始を告げる儀式に過ぎなかったが、現在の特捜部は証拠が固まっていない内から強制捜査に乗り出すため、捜査が行き当たりばったりになっていると指摘されている。ライブドア事件もそういう傾向が表れていたという。この背後にあるのは「国民が望んだ」という意識で、証拠固めよりも世論の空気に動かされて捜査に突入しているという。このことが国策捜査の連発につながっていると指摘されている。背景として、特捜部が恣意的な判断に基づいて、摘発対象の選定や摘発の可否を決定を行っている点が指摘されている。
沖縄密約告発事件（いわゆる西山事件）では、情報提供者の外務省の女性事務官と西山太吉を逮捕・起訴した際に佐藤道夫検事が起訴状に「ひそかに情を通じ、これを利用して」という言葉を記載。この結果、テレビのワイドショーなどが、西山記者と女性事務官の関係の連日批判を展開し、世論は一転して西山記者と女性事務官を非難する論調一色になり、沖縄密約については議論されなくなった。

### 冤罪に対する批判
各地方検察庁の特別捜査部が立件した事案であっても、無罪が確定した事件が存在する。1990年代から2000年代にかけても、障害者郵便制度悪用事件、陸山会事件における虚偽捜査報告書問題などで失点を重ね、批判にさらされるようになった。
これらの状況を踏まえ、大阪・名古屋の特別捜査部は解散、または東京と統合し最高検察庁に移す再編が必要ではないかとの意見も、政府「検察の在り方検討会議」で出ているという。「会議」では、内偵、捜査、逮捕、起訴を一手に行う特捜部のあり方が問題とされた。
2011年7月、会議の答申を受け、最高検察庁は、特別捜査部の陣営を縮小し、国税局や証券取引等監視委員会との連携を強めて、独自捜査を行う部門は1つだけとする事、更に目付役「監察指導部」の設置を決定した。

## 不祥事の隠蔽

### 検察庁の「裏金作り」内部告発事件
2002年4月、大阪高等検察庁の三井環・公安部長が、検察庁が年間5億円を越える調査活動費の予算を私的な用途の「裏金」にしていることを内部告発し、後日には衆院法務委員会に出席して証言を行うことを予定していた。
2002年4月20日、原田検事総長、法務省、検察庁の首脳が出席した会議の場で三井逮捕が最終的に決まったとされる。これを受けて4月21日に大阪地検特捜部の担当検事が大阪地裁に逮捕状の請求をし、4月22日に裁判所から逮捕状が出され、三井は詐欺の疑いで逮捕された。

### 大阪地検特捜部主任検事証拠改ざん事件
郵便不正事件に絡む証拠隠滅事件で逮捕された、大阪地検特捜部の主任検事前田恒彦の、フロッピーディスクのデータ改竄を隠蔽したとして、上司だった前大阪地検特捜部長大坪弘道と前副部長佐賀元明が、犯人隠避の疑いで逮捕された。